# Sikaraumanpuhti
Sikaraumanpuhti är en sjö i kommunen Gustavs i landskapet Egentliga Finland i Finland. Arean är 48 hektar och strandlinjen är 7,07 kilometer lång. Sjön  ingår i Norra Skärgårdshavets avrinningsområde.   Den ligger omkring 43 kilometer väster om Åbo och omkring 190 kilometer väster om Helsingfors. 
Öster om Sikaraumanpuhti ligger Ramsinmaa och söder om Sikaraumanpuhti ligger Laupusenmaa. Nordöst om Sikaraumanpuhti ligger Laukkari. 